# Yanshi Shangstad
Yanshi Shangstad (偃师商城遗址; Yǎnshī Shāngchéng yízhǐ) är ruinerna efter en forna kinesisk stad från Shangdynastin. Yanshi Shangstad ligger söder om Mangberget (邙山) längs norra stranden av Luofloden i Yanshi tre mil öster om Luoyang i Henan. Yanshi Shangstad tros vara Shangdynastins första huvudstad Xibo. Staden uppfördes kring 1600 f.Kr..
Yanshi Shangstad hittades 1983 och utgrävningsytan är 1 900 000 m² Under utgrävningarna har artefakter såsom pilspetsar av brons, orakelben, keramik och jade hittats. De utgrävda artefakterna från Yanshi Shangstad är typiska för föremål från Erligangkulturen.
Staden är omsluten av en stadsmur. Den västra muren är 1 700 m lång och den norra är 1200 m. Den östra muren är krökt och längre än den västra. Den södra muren finns inte längre, utan har blivit förstörd av Luofloden. Stadsmuren omsluter drygt två kvadratkilometer. Östra och västra stadsmuren har vardera tre portar, och norra har en port. Utanför stadsmuren på nordvästra sidan finns några gravar varav en tillhör Yi Yin, som var en hög minister i den tidiga Shangdynastin.
Innanför stadsmuren finns ett vägnät i ett rutmönster, med en ringväg som omsluter staden. Staden är uppbyggd kring en nord- sydlig axel. Mitt i staden finns lämningarna av ett palatsområde på drygt 200 gånger 200 m omslutet av en mur. I palatsområdet har fundamenten till flera kungliga palats hittats. I norra delen av palatsområdet fanns en stor damm.

## Datering
Kol 14-mätningar från den första fasen i Yanshi Shangstads kronologi daterar den äldre perioden till 1600 f.Kr. till 1505 f.Kr. och den yngre perioden 1565 f.Kr. till 1486 f.Kr..

## Identifiering
Yanshi Shangstad är med stor säkerhet identifierad som Xibo (西亳) ("Västra Bo") som var en av Shangdynastins två parallella första huvudstäder som grundades av kung Tang. (den andra parallella huvudstaden var Bo). Det finns en förväxlingsrisk mellan Xibo och den forna staden Zhenxun från Xiadynastin som är utgrävd bara 6 km sydväst om Xibo. Xibo ska inte heller förväxlas med Bo, som eventuellt är identisk med Zhengzhou Shangstad.